# مارك ليبين
مارك ليبين (26 أكتوبر 1964 - 6 ديسمبر 1989)، والمولود باسم جميل غربي، كان شاباً يبلغ من العمر 25 عاما يقطن في ولاية كوبيك الكندية، قام بقتل 14 سيدة وجرح 14 آخرين من بينهم أربع رجال في مدرسة بوليتكنيك بمونتريال، وهي مدرسة هندسية تابعة لجامعة مونتريال، من خلال مذبحة مونتريال والتي تعرف باسم مذبحة مدرسة بوليتكنيك.